# Halfenkelvoudige lie-algebra
In de abstracte algebra, een deelgebied van de wiskunde, wordt een lie-algebra halfenkelvoudig genoemd als het een directe som van enkelvoudige lie-algebra's is, dat wil zeggen dat niet-abelse lie-algebra's {\displaystyle {\mathfrak {g}}}, waarvan de enige idealen {0} en {\displaystyle {\mathfrak {g}}} zelf zijn.
In het hele artikel is, tenzij anders vermeld, {\displaystyle {\mathfrak {g}}} een eindig-dimensionale lie-algebra over een veld met  karakteristiek 0. De volgende voorwaarden zijn gelijkwaardig:
- {\displaystyle {\mathfrak {g}}} is halfenkelvoudig
- De killing-vorm, κ(x,y) = tr(ad(x)ad(y)), is niet-gedegenereerd,
- {\displaystyle {\mathfrak {g}}} heeft geen niet-nulzijnde abelse idealen,
- {\displaystyle {\mathfrak {g}}} heeft geen niet-nulzijnde oplosbare idealen,
- De radicaal van {\displaystyle {\mathfrak {g}}} is nul.